# Bolbogonium impressum
Bolbogonium impressum is een keversoort uit de familie cognackevers (Bolboceratidae). De wetenschappelijke naam van de soort werd in 1823 gepubliceerd door Christian Wiedemann.